# دیوید ویت
دیوید ویت (انگلیسی: David Witt؛ زاده ۲ ژوئن ۱۹۷۳) یک تنیس‌باز اهل ایالات متحده آمریکا است.